# Гимн Тирасполя
«Гимн Тира́споля» — композиция «Славься, наш город!». Автор слов — А. А. Мельничук, автор музыки — Вячеслав Гордзей.

## История
Впервые гимн прозвучал 14 октября 2007 года на торжественном вечере, посвященном 215-й годовщине основания Тирасполя. Утвержден гимн был 27 сентября 2007 года на заседании городского совета народных депутатов. Первоначально текст гимна состоял из 3 куплетов, но депутаты решили, что гимн получается слишком длинным, и с согласия авторов решили его сократить до нынешнего варианта.

## Официальный текст
I куплет:
Под небом высоким, под солнцем лучистым
Раскинулся город, цветущий, как сад!
Над гладью днестровской мелодией чистой
Покровские звоны свободно летят.
В краю изобильном, певучем, крылатом
Соткали мы судеб своих полотно,
От первой зари до прощальных закатов
Ты с нами, Тирасполь навеки родной!
Припев:
Славься, столица земли приднестровской,
Создана мирным упорным трудом!
Город свершений и судеб геройских,
Наша Отчизна, родительский дом.
II куплет:
Рубежный форпост под суворовским флагом
Заставой великой страны возвели,
Для добрых деяний и ратной отваги,
Надежной защиты славянской земли.
Узор твоих улиц тенистых проложен,
Как линии жизни в ладонях судьбы,
Людскими делами и промыслом Божьим
Слагалась истории яркая быль.
Припев:
Славься, столица земли приднестровской,
Создана мирным упорным трудом!
Город свершений и судеб геройских,
Наша Отчизна, родительский дом.

## Примечание
1. ↑  Ирина Устименко. ТИРАСПОЛЬ ОТМЕЧАЕТ 215-Ю ГОДОВЩИНУ СО ДНЯ ОСНОВАНИЯ. Архивировано 24 сентября 2015. Дата обращения: 15 сентября 2013.
2. ↑  Эрнест Варданян (27 сентября 2007). У столицы Приднестровья появится свой гимн. Архивировано 21 октября 2013. Дата обращения: 15 сентября 2013.
3. ↑  Гимн Тирасполя (недоступная ссылка — история). Дата обращения: 15 сентября 2013.